# Automatic direction finder

In alto:l'ADF indica la direzione in cui si trova l'NDB con una freccia
In basso: il pannello di controllo dello strumento

L'automatic direction finder (ADF) è uno strumento montato sugli aeromobili ed è dotato di antenna e componenti elettronici per la ricezione e demodulazione di segnali emessi da stazioni a terra NDB  (non-directional beacon). Fornisce la direzione e il verso di provenienza del segnale NDB (e quindi indica la posizione angolare della stazione emittente) per mezzo del principio di induzione elettromagnetica.
È dotato di due antenne del tipo a filo (Marconiana) e del tipo a telaio che misurano la corrente indotta che il segnale produce quando viene ricevuto, e, opportunamente accoppiate, ne riescono a definire la provenienza in direzione e verso.
Il riporto al pilota viene fatto su una rosa graduata (0-360°) dove un ago oscillante indicherà la direzione della stazione emittente selezionata.
I ricevitori ADF lavorano su frequenze medie e basse (MF e LF) comprese tra 190 e 535kHz.
I vantaggi che ha sono le lunghe portate (dovute alle basse frequenze) e l'intuibilità/facilità di utilizzo, mentre gli svantaggi sono la scarsità di precisione (± 2° e 5 miglia max) e la facile degradabilità dei segnali a causa di eventi atmosferici di tipo temporalesco (interferenza con le onde elettromagnetiche). Inoltre l'ADF non permette di selezionare una radiale come nel caso del VOR, perciò non rende possibile accorgersi dell'effetto del vento sul velivolo. L'ADF dà come indicazione un RB (relative bearing) o rilevamento polare della stazione. Misura l'angolo fra l'asse longitudinale dell'aeromobile con la congiungente velivolo-NDB.